# ピエーヴェ・デル・グラッパ
ピエーヴェ・デル・グラッパ（伊: Pieve del Grappa）は、イタリア共和国ヴェネト州トレヴィーゾ県にある、人口約6,600人の基礎自治体（コムーネ）。
2019年1月30日にクレスパーノ・デル・グラッパとパデルノ・デル・グラッパの2つのコムーネが合併して成立した。

## 地理

### 位置・広がり

#### 隣接コムーネ
隣接するコムーネは以下の通り。括弧内のBLはベッルーノ県、VIはヴィチェンツァ県所属を示す。
- セッテヴィッレ（アラーノ・ディ・ピアーヴェ、BL）
- アーゾロ
- ボルソ・デル・グラッパ
- カステルクッコ
- フォンテ
- ポッサーニョ
- サン・ゼノーネ・デッリエッツェリーニ
- セレーン・デル・グラッパ (BL)
- ヴァルブレンタ (VI)

### 気候分類・地震分類
気候分類では、zona E, 2745 GGに分類される。
また、イタリアの地震リスク階級 (it) では、zona 2 (sismicità media) に分類される。

## 行政

### 分離集落
ピエーヴェ・デル・グラッパには、以下の分離集落（フラツィオーネ）がある。
- Crespano del Grappa (sede comunale), Fietta, Paderno del Grappa